# Exophiala negronii
Exophiala negronii är en svampart som först beskrevs av Pereira, och fick sitt nu gällande namn av de Hoog, Tad. Matsumoto, T. Matsuda & Uijthof 1994. Exophiala negronii ingår i släktet Exophiala och familjen Herpotrichiellaceae.   Inga underarter finns listade i Catalogue of Life.